# 松島電車
松島電車（まつしまでんしゃ）は、かつて宮城県宮城郡松島町に存在した路面電車路線およびその運営会社である。東北本線の松島駅（旧駅）と松島海岸の五大堂を結ぶ路線として、1922年（大正11年）に開業した。当初の経営は好調だったが、次第に不振となり、1938年（昭和13年）には電車の運行が休止された。その後、電車の運行が再開されることなく1944年（昭和19年）に正式に廃止された。

## 歴史
松島電車を初めに計画したのは遠田電気である。遠田電気は大正時代初めに設立された電力会社で、本社のあった宮城県遠田郡涌谷町を含めて3町3村に電気を供給していた。当時は、小さな電力電灯会社が各地で並び立ち、互いにしのぎを削りあう時代だった。そのような状況の中、遠田電気は松島への観光客の便を図るためとして、1917年（大正6年）7月に松島における軌道事業を申請した。遠田電気が計画した路線は、東北本線の松島駅（旧駅）から観瀾亭まで、というものだった。
この軌道計画は1918年（大正7年）9月に許可された。ただし、観瀾亭までは認められず、その手前の五大堂までの路線として認められた。遠田電気は工事に取り掛かるために、1919年（大正8年）に設計認可を申請したが内容の不備からこれを差し戻され、結局、工事の許可を得たのが1921年（大正10年）だった。しかし、ちょうど工事の認可と前後して、同年5月に遠田電気は大崎水電に吸収合併された。遠田電気の軌道計画も大崎水電が継承し、その工事も大崎水電の名義で実施されることになった。事前の計画では、同年中に軌道の営業が始まる予定だったが、大崎水電は営業開始時期を2回、延期した。
軌道は1922年（大正11年）1月に完成し、同年2月4日から電車の営業が始まった。電気を動力とする鉄道は、宮城県内ではこれが最初である。総工費は、遠田電気が見込んだ7万円の倍以上となる、14万4359円87銭だった。開業当初は、電動客車2両を使って営業が行われた。経営的には順調な滑り出しであり、夏季に乗客が車両に入りきらない事もあったと記録されている。
この頃、宮城県は電気事業の県営化を計画していた。大崎水電は宮城県に買収されることになり、1922年（大正11年）6月の臨時株主総会で、軌道事業を含むすべての財産及び営業権を宮城県に譲渡することを決めた。一方、宮城県に軌道を運営する意志はなく、ただちにこれの売却を決めた。売却先は、永沢泰吉、永沢安之助、佐々木吉四郎、富士東七、佐々木源六、佐藤令史、長谷新、岩崎謙介、花渕信太朗、蔵元雄吾、松田丹司、大川松之進である。これらの12人はいずれも大崎水電の役員だった。
12人が発起人となって、松島電車株式会社が1923年（大正12年）2月に事実上、発足した。また、大崎水電の宮城県への営業譲渡はこの年の8月に、184万3393円をもって行われた。そして、翌1924年（大正13年）2月15日に松島電車は名実共に民営軌道として再開した。宮城県から松島電車への事業譲渡価格は17万4746円96銭で、この時、松島電車には電動車3両と付随車2両があったという。
この年、松島電車は年間で20万人近い乗客を運んだ。しかし、この後、松島電車の旅客数は下降の一途をたどった。事業として利益を上げていたのは昭和の初めまでで、その後は赤字の連続だった。この苦境の理由として、不景気の影響で松島への旅客が減ったこと、宮城電気鉄道（後の仙石線）の開業によって仙台と松島海岸地域が直接結ばれたこと、バスが松島電車のルートと並行して走り始めたことがあった。
会社の中では経営陣同士の不和が生じ、1932年（昭和7年）に松島電車は資本金を50万円から10万円に減資し、1933年（昭和8年）には経営陣の一部が退任して蔵元雄吾が新社長となった。新たな体制の下で、松島電車は経営を立て直すべく、鉄道省松島駅構内への乗り入れなど、軌道設備の改良を計画した。松島駅構内への乗り入れは認められるところとなり、1933年（昭和8年）6月から翌1934年（昭和9年）7月まで工事のための運休を経て、松島電車は運行を再開した。
それでも営業成績は好転せず、債務不履行で債権者に線路や車両が差し押さえられ競売に付された。競売落札者が夜間にレールや電気設備を取り外し、1938年（昭和13年）1月には車両の運行が不可能な状態となった。刑事告訴や民事告訴の訴訟合戦になったが双方が和解した。
独力での再建が不可能だった松島電車は、監督官庁から行政指導を受けた宮城電気鉄道により吸収合併されることになった。この年の10月、松島電車は臨時株主総会を開いて、会社の解散と、事業および財産の宮城電気鉄道への譲渡を決めた。会社の解散は1939年（昭和14年）に許可され、9月までに宮城電気鉄道への引き渡しが完了した。譲渡価格は10万円だった。宮城電気鉄道は松島電車のうち松島駅前から新富山までの区間を軌道から地方鉄道に変更して電車の運行再開を図ったが、戦時色濃厚な時局柄、これを果たせなかった。宮城電気鉄道が1944年（昭和19年）に国有化されると、休止扱いだった松島電車の路線は同年12月に正式に廃止となった。

### 年表
- 1917年（大正6年）7月16日 遠田電気が松島停車場前 - 松島観瀾亭前間に軌道事業を特許申請。
- 1918年（大正7年）9月23日 終点を観瀾亭前から五大堂前に変更して特許認可[12]。
- 1921年（大正10年）
  - 5月1日 遠田電気が大崎水電に合併される。
  - 9月20日 大崎水電と宮城県の間で事業譲渡の仮契約を締結[注釈 6]。
- 1922年（大正11年）
  - 2月4日 大崎水電により松島駅前 - 五大堂前（後の松島海岸）間が開業[14]。
  - 12月3日 アルバート・アインシュタイン乗車（詳細は「松島」を参照）
- 1923年（大正12年）8月1日 大崎水電が全事業を宮城県に譲渡[15]。
- 1924年（大正13年）2月15日 宮城県が電力事業と軌道事業を分離して軌道事業を松島電車に譲渡[15]。松島電車株式会社設立 [14][16]。
- 1938年（昭和13年）1月22日 競売落札者に夜間レール他設備を撤去されて翌日から全線休止。
- 1939年（昭和14年）5月10日 宮城電気鉄道への譲渡が許可。
- 1940年（昭和15年） 3月22日 軌道から地方鉄道へ変更を申請。
- 1944年（昭和19年）
  - 5月1日 宮城電気鉄道が鉄道省に買収されて国有化される。
  - 12月30日 松島駅前 - 松島海岸間廃止公告。

## 運行状況と事業実績
全線の所要時間は、当初は15分で、後に12分に短縮された。
ダイヤについては、1925年（大正14年）の時点で1日12.5往復、1930年（昭和5年）の時点で1日15往復だった。1935年（昭和10年）には省線松島駅への列車の発着毎に合わせたダイヤとなっていた。
通常、電動客車1 - 2台が単行で運行した。多客時は付随客車を連結したり続行運転を行った。保安設備はこれと言って存在せず、スタフも使用せず電話連絡で発車させていた。終点に機回し線を持たないので連結運転時は電動客車を先頭に終点まで運転し、終点到着後の折り返しは付随客車を先頭に旗と信鈴（チンチン、と鳴らすベルによる合図）を用いて推進運転した。全線を通じてほとんどが専用軌道で、両終点付近が併用軌道だった。軌道の状態は劣悪で、当時乗務員だった人によれば満員の連結電車で鉄橋を通行するのは不安だったと言う。
運賃は、1923年（大正12年）から1929年（昭和4年）までが24銭だったが、1933年（昭和8年）に20銭、1935年（昭和10年）に12銭と、競合する交通機関対策で値下げを強いられていた。
| 年度 | 乗客（人） | 営業収入（円） | 営業費（円） | 益金（円） | その他益金（円） | その他損金（円） | 支払利子（円） |
| ---- | ---------- | -------------- | ------------ | ---------- | ---------------- | ---------------- | -------------- |
| 1922 | 145,122    | 28,138         | 19,920       | 8,218      |                  |                  |                |
| 1923 | 103,324    | 19,235         | 7,784        | 11,451     | 108,639          | 105,961          |                |
| 1924 | 125,600    | 26,077         | 17,811       | 8,266      |                  | 償却金500        | 3,845          |
| 1925 | 158,056    | 27,084         | 21,197       | 5,887      |                  | 償却金1,276      |                |
| 1926 | 132,927    | 23,436         | 17,009       | 6,427      |                  |                  | 2,215          |
| 1927 | 142,711    | 20,794         | 15,020       | 5,774      |                  |                  |                |
| 1928 | 129,003    | 19,256         | 14,482       | 4,774      |                  |                  |                |
| 1929 | 84,317     | 11,895         | 13,483       | ▲ 1,588    |                  |                  |                |
| 1930 | 67,128     | 9,360          | 10,089       | ▲ 729      |                  |                  |                |
| 1931 | 57,777     | 6,928          | 7,835        | ▲ 907      |                  |                  |                |
| 1932 | 37,606     | 5,872          | 6,631        | ▲ 759      |                  |                  |                |
| 1933 | 18,923     | 1,736          | 2,395        | ▲ 659      |                  |                  |                |
| 1934 | 18,360     | 2,751          | 3,016        | ▲ 265      |                  |                  |                |
| 1935 | 31,224     | 3,674          | 5,981        | ▲ 2,307    |                  |                  |                |
| 1936 | 88,100     | 6,440          | 7,805        | ▲ 1,365    |                  |                  |                |
| 1937 | 報告未整備 |                |              |            |                  |                  |                |

- 鉄道省鉄道統計資料、鉄道統計資料、鉄道統計各年度版

## 車両
松島電車の保有車両数については、初期に疑義もあるものの、1925年（大正14年）以降の鉄道統計によれば木造四輪単車のみを保有し、電動客車3両、付随客車2両の体制で運行末期まで推移したと見られている。車両の色はこげ茶色で集電装置はポールを用いていた。1937年（昭和12年）の写真によれば、電動客車3はベスチビュール（運転台全面の窓）付き、付随客車1はベスチビュール無しでいずれもドア無しのオープンデッキで、両車とも屋根はダブルルーフ（二重屋根）であかり取りのついたモニタールーフ。両車ともピン・リンク式連結器を持ち、台車はブリル21Eタイプを装備していた。前年の写真では電動客車・付随客車ともに車体に車両番号が記されておらず、現車には雨宮製作所の銘板が付いていたという。1938年（昭和13年）の運行休止後、付随車2両は五城目軌道に譲渡された。

## データ

### 路線データ
- 路線距離（営業キロ）：3.8km
- 軌間：1067mm
- 駅数：5駅（起終点駅含む）
- 複線区間：なし（全線単線）
- 電化区間：全線（直流550V[1]架空単線式）
- 交換設備：高城
- 変電所：高城付近（高城川の対岸）電動発電機（交流側3150V直流側550V）直流側の出力75kW、常用1、製造所明治電気[19]
- 車庫：松島駅前付近（事務所を併設）と五大堂前終点の2か所[1]。松島駅前付近の車庫は松本橋（道路橋）近辺で跡地は1979年時点では米穀商の店舗だった。五大堂前の車庫は終点でY字形の配線で、片側が車庫。跡地は1979年時点では郵便局。

### 停留所一覧
松島駅前 - 愛宕橋 - 松島高城（当初は高城） - 新富山 - 松島海岸（当初は五大堂前）

### 接続路線
事業者名は廃止時点のもの
- 松島駅：国鉄東北本線
  - 1962年に廃止された東北本線旧・山線ルート上にあった旧駅